# Навережжя (Псковська область)
Навережжя (рос. Навережье) — присілок в Дєдовицькому районі Псковської області Російської Федерації.
Населення становить 84 особи. Входить до складу муніципального утворення Пожеревицька волость.

## Історія
Від 2015 року входить до складу муніципального утворення Пожеревицька волость.

## Населення
| 2001 | 2002 | 2010 |
| ---- | ---- | ---- |
| 151  | ↘127 | ↘84  |